# Regione di Kayes
La regione di Kayes è una delle 8 regioni del Mali. Il capoluogo è la città di Kayes.
La regione di Kayes è divisa in 7 circondari:
- Bafoulabé
- Diéma
- Kayes
- Kéniéba
- Kita
- Nioro du Sahel
- Yélimané